# Calosoma wilcoxi
Calosoma wilcoxi es una especie de escarabajo del género Calosoma, familia Carabidae. Fue descrita científicamente por LeConte en 1847.
Esta especie se encuentra en los Estados Unidos y Canadá.